# Sąd Najwyższy (Indonezja)

Logo Sądu Najwyższego

Sąd Najwyższy (indonez. Mahkamah Agung) – organ sądowniczy w Republice Indonezji sprawujący nadzór nad działalnością sądów, dokonujący wykładni praktyki sędziowskiej oraz wymierzający sprawiedliwość w trybie kasacyjnym.

## Sędziowie
Według indonezyjskiego prawa w Sądzie Najwyższym może zasiadać maksymalnie 60 sędziów. Sędzią Sądu Najwyższego może zostać osoba posiadająca obywatelstwo Indonezji, która ukończyła 50 lat, wierzy w jedynego Boga, posiada wyższe wykształcenie prawnicze lub inne z dziedziny specjalizującej się w prawie oraz posiada co najmniej 20 lat doświadczenia jako sędzia, w tym przynajmniej 3 letnie doświadczenie w Wysokim Sądzie.

## Wybór
Komisja Sędziowska składa propozycję kandydata do objęcia funkcji w Sądzie Najwyższym do zatwierdzenia Ludowej Izbie Reprezentantów. Po zatwierdzenia przez izbę niższą parlamentu, prezydent mianuje sędziego.